# Cliff Burvill
Cliff Burvill (Coffs Harbour, 26 de março de 1937 — Byron Bay, 14 de janeiro de 2021) foi um ciclista australiano. Ele competiu pela Austrália nos Jogos Olímpicos de Verão de 1956. Burvill estabeleceu o melhor tempo de um amador na Goulburn Sydney Classic em 1958, que foi realizada no sentido contrário entre Enfield e Goulburn.
Burvill morreu em 14 de janeiro de 2021, após uma queda no circuito criterium em Byron Bay.